# Dinàmica estel·lar
La dinàmica estel·lar és una branca de l'astrofísica que descriu de manera estadística el moviment col·lectiu dels estels provocat per la mútua gravetat. La principal diferència amb la mecànica celeste és que cada estel contribueix més o menys de la mateixa manera al camp gravitatori total, mentre en la mecànica celeste l'empenta d'un cos massiu domina l'òrbita de qualsevol satèl·lit. La gran variació de la gravetat i la lenta relaxació dels sistemes estel·lars evita l'ús de mètodes de física estadística, ja que les òrbites de dinàmica estel·lar tendeixen a ser més irregulars i caòtiques que les òrbites de la mecànica celeste. La dinàmica estel·lar s'ocupa principalment de les propietats estadístiques més globals de diverses òrbites i no tant amb les dades específiques de posicions i velocitats d'òrbites individuals. El moviment dels estels d'una galàxia o d'un cúmul globular estan determinats principalment per la distribució mitjana dels altres estels distants i molt poc influenciat pels estels propers.
La "relaxació" dels estels és el procés que desvia la trajectòria individual dels estels de la que tindrien si la distribució de la matèria fos perfectament homogènia. La relaxació de dos cossos està induïda per les interaccions individuals estel-estel, mentre la relaxació violenta està induïda per una gran variació col·lectiva de la forma del sistema estel·lar.